# Муромська мова
Муромська мова — мертва фінська мова, котрою розмовляло плем'я мурома у центральній частині Росії. Можливо, ця мова була близькою до сучасної ерзянської та мокшанської мов. Зникла в Середні віки в результаті асиміляції муроми в'ятичами.